# 佐武義昌
佐武 義昌（さたけ よしまさ）は、戦国時代から江戸時代初期にかけての武士。紀伊国の土豪で、雑賀衆の一人。

## 生涯
天文7年（1538年）に生まれる。『紀伊続風土記』によると、父は佐竹允昌。戦国期の佐竹（佐武）氏は雑賀荘の鷺ノ森を本拠としていた。
天文18年（1549年）の12歳の時には義昌は弓・鉄砲の訓練を受けており、同年の湊の衆と岡の衆の戦いで初陣を果たした。義昌はこの戦いで矢を4、5射したという。
弘治元年（1555年）には根来寺に入山しており、有力子院である泉識坊傘下の子院・福宝院の行人となっていた。同年、根来の蓮花谷と菩提谷が争うと福宝院は蓮花谷に属していたため、義昌も合戦に参加。この戦いで義昌は、後に三好実休の首を取る往来左京と槍を合わせた。翌弘治2年（1556年）、泉識坊と杉之坊が争い、義昌は福宝院に押し寄せた杉之坊方を撃退。同じ年の西谷との戦いにも加わっている。弘治3年（1557年）または4年（1558年）、和佐荘と岩橋荘の争いが雑賀の中之島で起き、義昌は鈴木孫一（重秀）とともに参戦。根来寺内の争いでは弓や槍で戦っていたが、この時は鉄砲を使用している。
永禄3年（1560年）、義昌は長宗我部国親と本山茂辰が争う土佐へと渡った。その際、長宗我部・本山両者から勧誘を受け、義昌は先に声をかけた本山方に田畑七十町歩の恩賞を条件に味方したという。同年5月の戸の本の戦いでは本山方が敗れ、義昌も敗走（長浜の戦い）。その後義昌は首を三つ取る活躍をするが、本山方が劣勢となったため土佐から引き揚げた。
元亀元年（1570年）8月、義昌は三好三人衆方に属し、足利義昭・織田信長方の河内古橋城（現在の大阪府門真市）攻めに参加。この後、義昌は榎並（大阪市城東区）の城を攻めるのに加わり、同年10月には、河内阿保（大阪府松原市阿保）の城攻めにも参加して負傷している。その後、義昌は信長と敵対する本願寺方として大海砦を守備し、織田方の中川清秀と戦った。この時、鉄砲の活用により、24、5人程の小勢で1,400 - 1,500の織田勢を撃退したという。
元亀４年（1573年）、阿波上桜城の篠原長房が主君・三好長治により攻め滅ぼされているが、この時長治方として雑賀衆が参戦していた。その大将分の一人として「鷺森の源左衛門」の名があり（『昔阿波物語』）、義昌を指すと考えられる。
天正4年（1576年）5月3日、義昌は鈴木孫一・的場源四郎とともに本願寺方の補給路を遮断しようとする織田方の原田直政勢と戦い、この戦いで直政は戦死した（天王寺の戦い）。
その後、新宮の堀内氏善の招きで熊野に赴き、初め新鹿（三重県熊野市新鹿町）、その後猪ノ鼻城（熊野市磯崎町）を守った。義昌はそこで氏善と争う伊勢北畠氏と戦っている。
天正5年（1577年）、または天正13年（1585年）に羽柴秀吉が紀伊の小雑賀に出馬してくると、義昌は的場源四郎とともに大将となり小雑賀の城を守った（紀州征伐）。「佐武伊賀働書」によると32日間（「南紀古士伝」では21日間）守ったのち、講和により開城。その後、鈴木孫一が自分の子を秀吉への人質として出す際、義昌が途中まで見送っている。
天正13年（1585年）の豊臣秀吉による紀州攻めの後、紀伊は秀吉の弟・秀長の領国となるが、義昌はその下で日高郡南部川（和歌山県日高郡みなべ町）や同郡山地荘（同）の一揆討伐に参加している。秀長の没後はその跡を継いだ豊臣秀保に仕え、秀保没後は豊臣家代官として紀伊を任されていた桑山氏に従ったとみられる。文禄4年（1595年）には、天正13年（1585年）の兵火に遭った本願寺日高別院の再建に際して奉行を務めたという。
慶長6年（1601年）、義昌は紀伊に入国した浅野家に仕え、大坂の陣（1614 - 1615年）の時点で500石を知行していた。元和5年（1619年）7月に浅野家が広島に転封されると、子・甚右衛門とともにそれに従う。その後いつ没したかについては不明である。

## 子孫
広島の長男・甚右衛門の家系は幕末まで続き、明治を迎えた際の当主・佐武勝次郎は130石を知行していた。
次男・源大夫や三男・左衛門または五左衛門は紀州徳川家に仕えた。左衛門（五左衛門）の子孫に、1876年（明治9年）の神風連の乱や翌1877年（明治10年）の西南戦争に陸軍中尉として参戦し、大いに奮闘したとして褒章を受けた佐武広命（1839 - 1912年）がいる。